# 松葉優佳
松葉 優佳（まつば ゆうか、2月13日 - ）は、日本の女優、ロックアーティスト、イラストレーター、ハンドメイド作家である。千葉県出身。
自身のブランドは、Pinetuka。
多摩美術大学演劇舞踊デザイン学科卒。愛称は「箱」「かにみそ」。2月13日生まれ。歌劇団とは別に、役者、ハンドメイド作家をやっている。ギターを覚え始めてみたり、漫画まで描き始めたりという多才ぶり。他にも、釣り/ダーツ/スキー/水泳と多才。かにみそと生ハムが好き。[10]
ハンドメイド作家と漫画家としての名前は『pine tuka』(ピネチュカ)。[11]
| スタブアイコン | サブスタブ | この項目は、まだ閲覧者の調べものの参照としては役立たない、人物に関連した書きかけの項目です。この項目を加筆・訂正などしてくださる協力者を求めています（P:人物伝/PJ:人物伝）。 |